# Sandhusen
Sandhusen är en bebyggelse i Västra Vrams distrikt i Kristianstads kommun i Skåne län, belägen just väster om Tollarp. Bebyggelsen har sedan 2023 av SCB klassats som en småort. 